# Evangelisch-Augsburgischer Friedhof (Warschau)

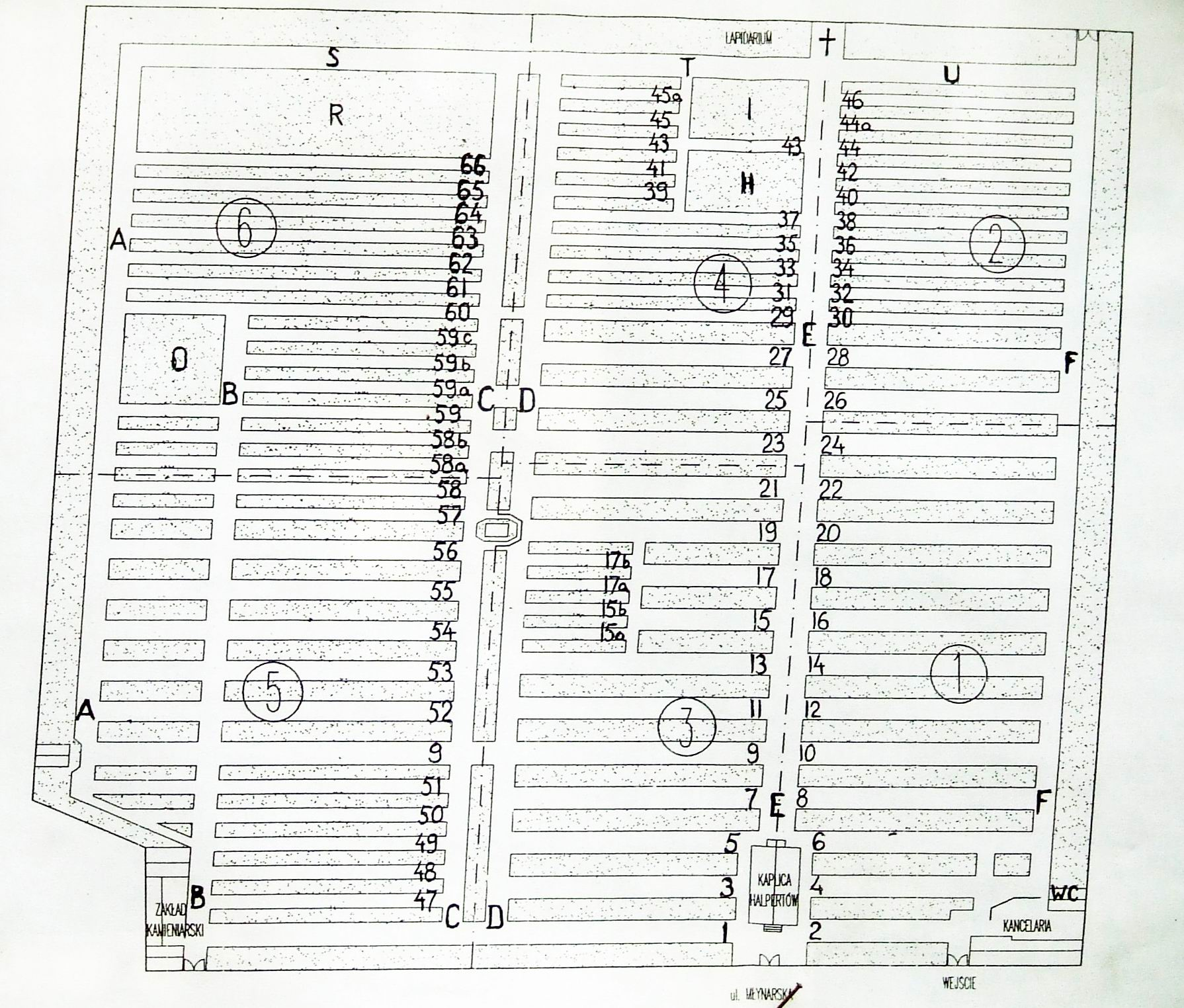
Plan des Friedhofs

Der Evangelisch-Augsburgische Friedhof in Warschau wurde Ende des 18. Jahrhunderts von dem deutschen Architekten Simon Gottlieb Zug entworfen und am 2. Mai 1792 im heutigen Stadtbezirk Wola eingeweiht. Die Anlage des Friedhofs – damals außerhalb Warschaus – war notwendig geworden, da der bis dahin von den protestantischen Konfessionsgemeinden genutzte innerstädtische Alte Evangelische Friedhof aus Hygienegründen nicht weiter betrieben werden konnte. Ursprünglich auf eine Fläche von 4,5 ha beschränkt, umfasst der an der Młynarska-Straße 54–58 gelegene Friedhof heute ein Gelände von insgesamt 6,6 ha.
Zu den bedeutendsten Grabmälern auf dem Gelände des inzwischen denkmalgeschützten Friedhofs gehört die 1835 nach einem Entwurf des Architekten Adolf Schuch errichtete Grabkapelle der Familie Halpert.
In den über zwei Jahrhunderten seit seiner Eröffnung wurden auf dem Friedhof etwa 100.000 Verstorbene beigesetzt. Während des Zweiten Weltkrieges war der Friedhof Schauplatz heftiger Gefechte. An den Friedhof grenzt im Norden der kleine und aufgelassene Kaukasisch-Islamische Friedhof an, dessen Grundstück einst von der Evangelisch-Augsburgischen Gemeinde in Warschau an die islamische Gemeinde der Stadt verkauft worden war.
Die jahrhundertealten Grabmäler des Friedhofs bedürfen inzwischen vielfach dringend der Renovierung. In den 1970er Jahren wurde daher zu diesem Zweck ein Bürgerkomitee ins Leben gerufen, das sich mit der Rettung der künstlerisch und historisch besonders wertvollen Grabmäler befasst. Jedes Jahr zu Allerheiligen und Allerseelen am 1. und 2. November werden von bekannten Schauspielern, Schriftstellern und Journalisten Spenden für die Renovierung wertvoller Grabskulpturen des Friedhofs gesammelt. Allein von 1984 bis 1999 konnten dadurch 180 Grabmäler renoviert werden.

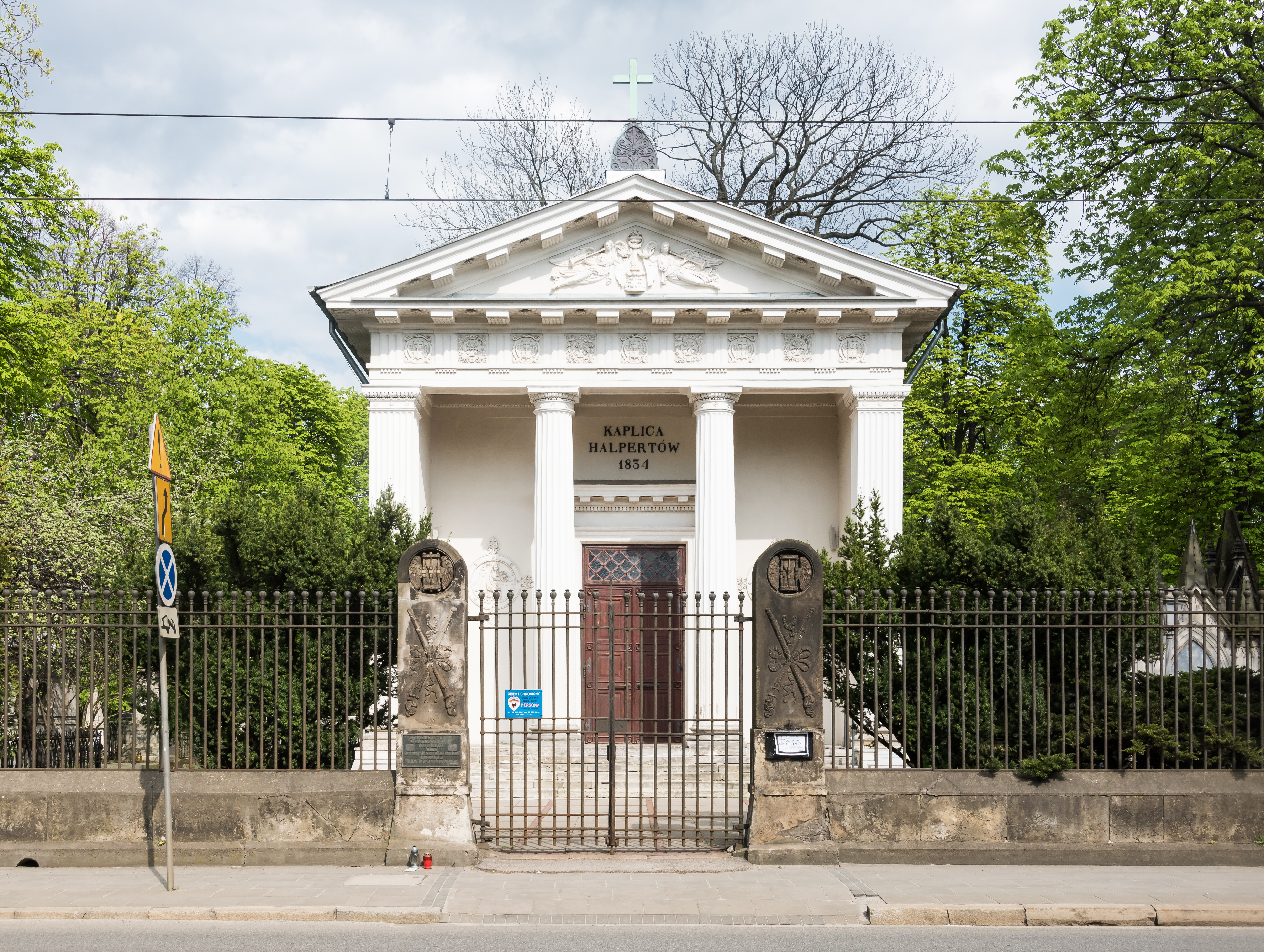
Grabkapelle der Familie Halpert
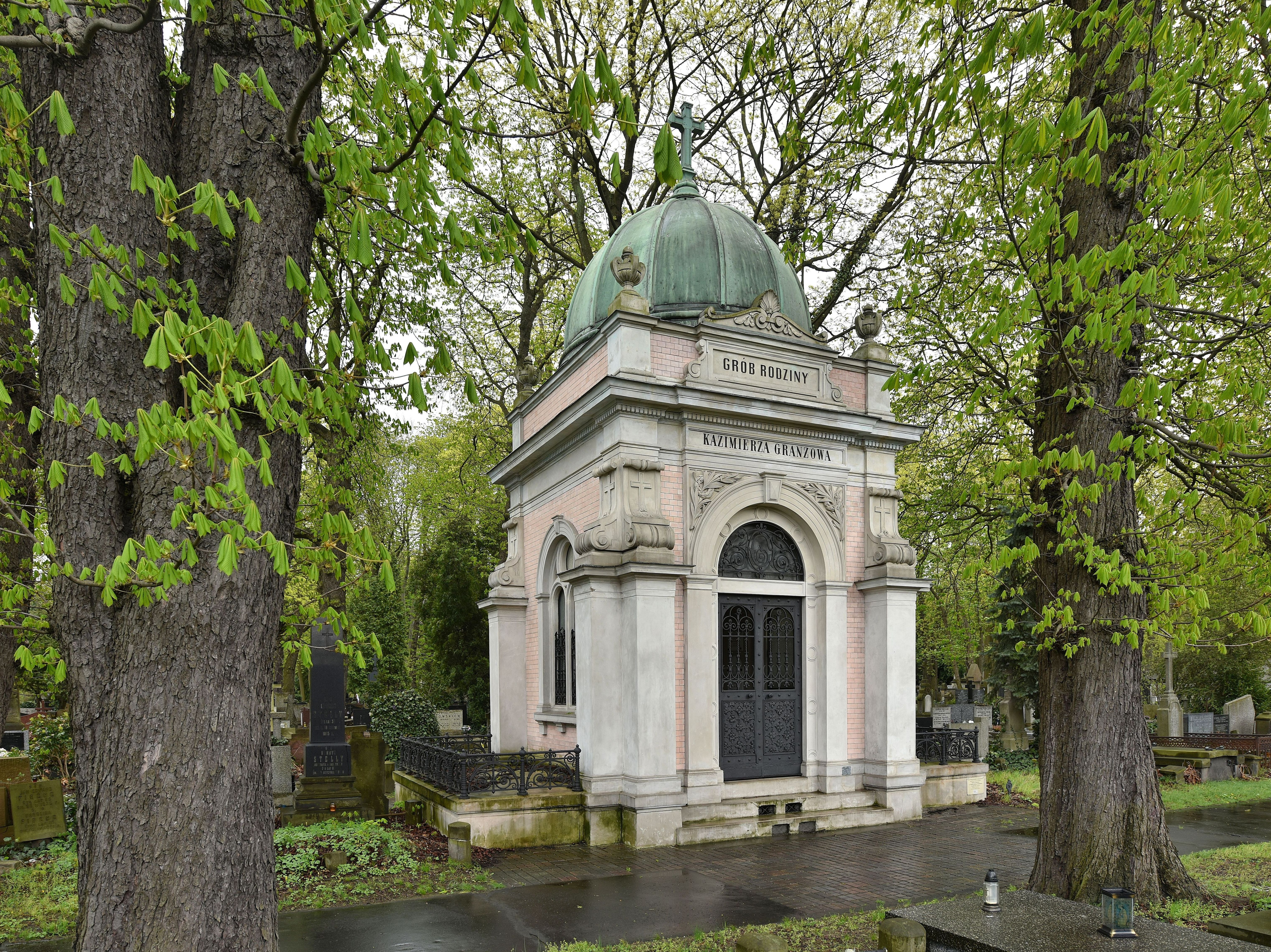
Granzow Mausoleum
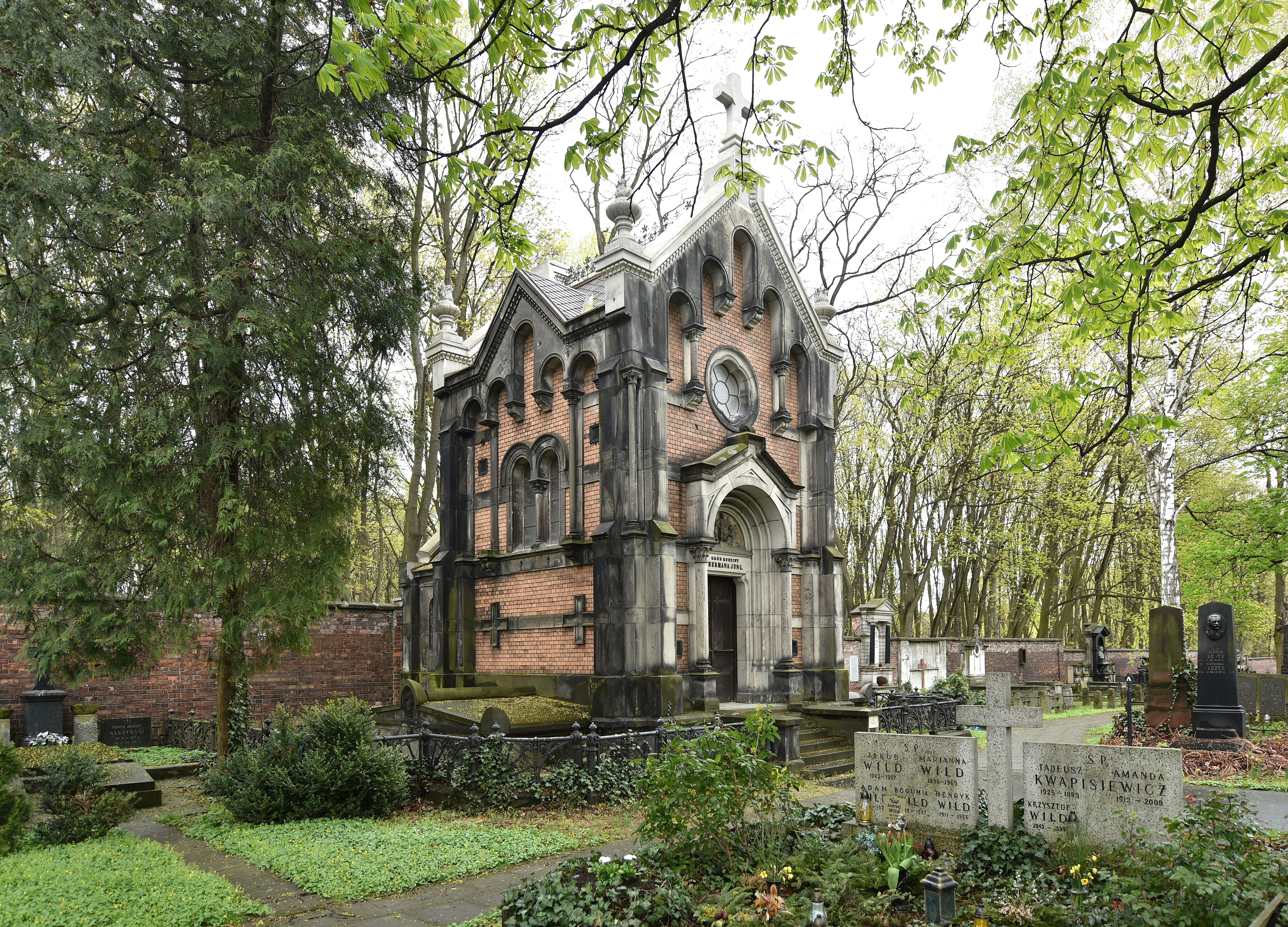
Herman Jungs Mausoleum
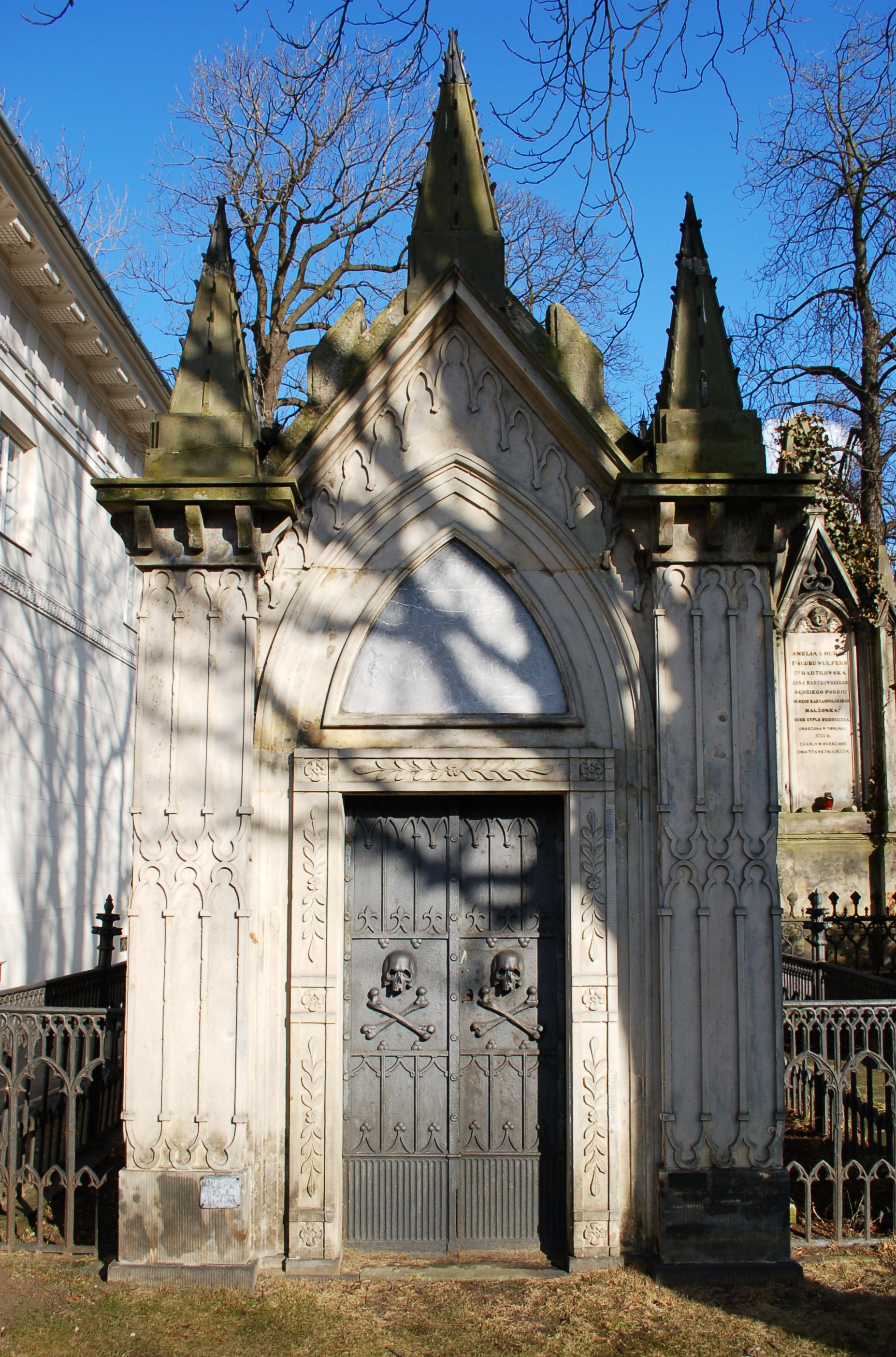
Mausoleum
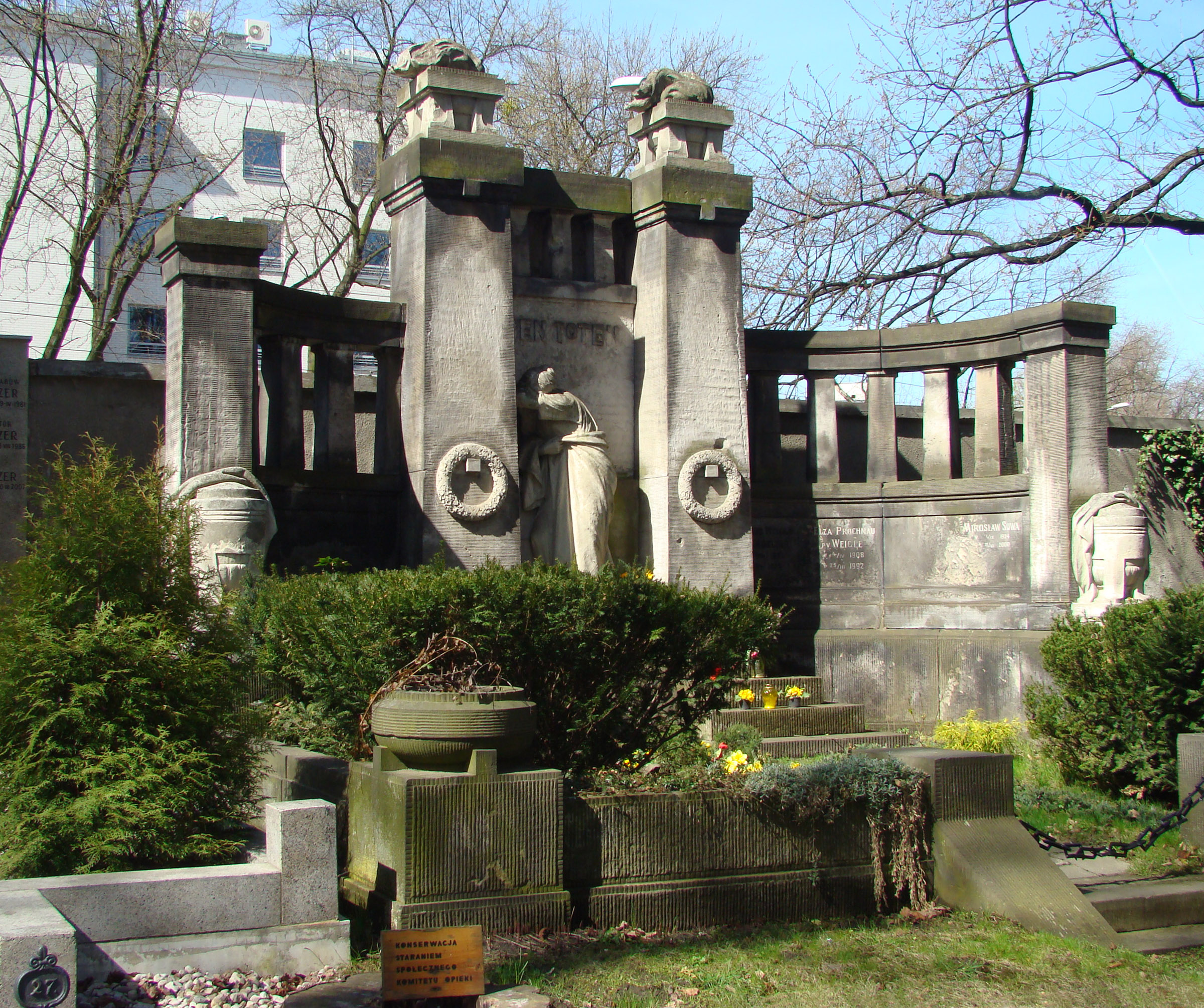
Grabstätte Familie Weigle